# Ichneutica rubescens
Ichneutica rubescens là một loài bướm đêm trong họ Noctuidae.